# Rugby a 15 nel 1989

## Cronologia degli eventi principali
18 marzo: Superando la Scozia per 19-3 a Parigi, la Francia vince il Cinque Nazioni 1989. Non ottiene il "Grande Slam" a causa della sconfitta di Twickenham con l'Inghilterra (0-11).
30 aprile: Con un quadrangolare tra Svizzera, Israele, Danimarca, Svezia, disputatosi a Tours, iniziano le qualificazioni per Coppa del Mondo di rugby 1991
20 maggio: Superando la Unione Sovietica per 18-16, la Francia si aggiudica la Coppa FIRA 1987-89. Una vittoria sofferta, dopo la sconfitta subita all'andata a Kutaisi nel 1988. Ad aiutare i Francesi, anche l'imprevista sconfitta dei Russi con la Spagna avvenuta a novembre '88.
L'Italia termina al quarto posto.
Giugno: La Francia si reca in tour in Nuova Zelanda. I due test match vogliono essere la rivincita della finale della Coppa del Mondo di rugby 1987, vinta proprio dagli All Blacks. Rivincita che non arriva, poiché i padroni di casa si aggiudicano entrambi i test (25-17 e 34-20)
Giugno e luglio: Contemporaneamente i British and Irish Lions visitano l'Australia. Dopo una prima sconfitta contro i Wallabies, si aggiudicano la serie di test vincendo i due match successivi.
Luglio: L'Argentina visita la Nuova Zelanda. Due sconfitte nei test e risultati meno soddisfacenti rispetto ai tour del 1987 e 1979.
5 agosto: Battendo l'Australia 24-12, gli All Blacks conservano la Bledisloe Cup, assegnata con un match secco.
Agosto e settembre: Ha luogo un controverso tour di una selezione mondiale. il "World XV" visita il Sudafrica. per il centenario della SARB
Settembre: Bertrand Fourcade assume la direzione tecnica della nazionale italiana.
Ottobre e novembre: Mentre la Nuova Zelanda, si libera agevolmente di Galles e Irlanda, l'Australia visita la Francia. Nel primo match i Wallabies vendicano la sconfitta nella semifinale della Coppa del Mondo di rugby 1987 vincendo 32-15 a Strasburgo, poi i francesi si rifanno aggiudicandosi il secondo match 25-19.
4 ottobre: Si disputa a Parigi un match tra la Francia e una selezione delle Isole Britanniche, nel quadro dei festeggiamenti del bicentenario della rivoluzione Francese.
14 ottobre: Superando l'Uruguay per 34-14, l'Argentina si conferma al vertice del "Sudamericano 1989"

## Incontri celebrativi
| Città del Capo 26 agosto 1989 | Sudafrica | 20 – 19 | World XV | Newlands Stadium |

| Johannesburg 2 settembre 1989 | Sudafrica | 22 – 16 | World XV | Ellis Park |

- Bicentenario della Rivoluzione Francese:

| Parigi 4 ottobre 1989 | Francia | 27 – 29 | Isole Britanniche XV | Parco dei Principi |

## I Barbarians
Nel 1989 la selezione ad inviti dei Barbarians ha disputato i seguenti incontri
| Northampton 8 marzo 1989 | East Midlands | 22 – 34 | Barbarians |  |

| Newport 10 ottobre 1989 | Newport RFC | 13 – 40 | Barbarians | Rodney Parade |

| Londra 25 novembre 1989 | Barbarians | 10 – 21 | Nuova Zelanda XV | Twickenham |

| Leicester 27 dicembre 1989 | Leicester Tigers | 32 – 16 | Barbarians | Welford Road |

## Campionati nazionali
- Africa:

| Sudafrica | Currie Cup | Northern Transvaal e Western Province |

- Oceania:

| Nuovo Galles del Sud | Shute Shield                     | Randwick   |
| Queensland           | Premier Rugby                    | University |
| Australia            | Campionato per Club              | Randwick   |
| Nuova Zelanda        | National Provincial Championship | Auckland   |

- Americhe:

| Argentina   | Argentino              | Tucumàn               |
|             | Camp. di Buenos Aires  | Banco Nacion e Alumni |
| Brasile     | Campionato             | Alphaville (SP)       |
| Canada      | Campionato Provinciale | British Columbia      |
| Stati Uniti | Campionato             | OMBAC San Diego       |

- Europa:

| Irlanda          | Interprovinciale         | Ulster           |
| Galles           | Campionato               | Neath RFC        |
|                  | WRU Challenge Cup        | Neath RFC        |
| Inghilterra      | Coppa                    | Bath Rugby       |
|                  | Campionato delle Contee  | Durham           |
|                  | Campionato               | Bath Rugby       |
| Francia          | Campionato               | Stade Toulousain |
|                  | Challenge Yves du Manoir | Narbonne         |
| Italia           | Campionato               | Benetton Treviso |
| Scozia           | Campionato dei distretti | Glasgow          |
|                  | Campionato               | Kelso            |
| Unione Sovietica | Campionato               | Aia Kutaissi     |
|                  | Coppa                    | Slava            |
| Romania          | Campionato               | Steaua Bucarest  |
| Portogallo       | Campionato               | CDUL             |
|                  | Coppa                    | CDUL             |
| Spagna           | Spagna (Copa del Rey)    | Santboiana       |
|                  | Campionato               | Santboiana       |